# Lega Nazionale A 2007-2008 (calcio femminile)
La Lega Nazionale A 2007-2008, campionato svizzero femminile di prima serie, si concluse con la vittoria del FFC Zurigo Seebach.

## Classifica
|  | Pos. | Squadra              | Pt | G  | V  | N | P  | GF | GS | DR  |
|  | ---- | -------------------- | -- | -- | -- | - | -- | -- | -- | --- |
|  | 1.   | Zurigo Seebach       | 45 | 21 | 14 | 3 | 4  | 42 | 32 | +20 |
|  | 2.   | Zuchwil 05           | 36 | 21 | 10 | 6 | 5  | 45 | 29 | +16 |
|  | 3.   | Berna                | 36 | 21 | 11 | 3 | 7  | 38 | 34 | +4  |
|  | 4.   | Yverdon              | 33 | 21 | 10 | 3 | 8  | 44 | 30 | +14 |
|  | 5.   | United Schwerzenbach | 30 | 21 | 9  | 3 | 9  | 39 | 32 | +7  |
|  | 6.   | Root                 | 28 | 21 | 8  | 4 | 9  | 46 | 50 | -2  |
|  | 7.   | LUwin.ch             | 14 | 21 | 3  | 5 | 13 | 28 | 50 | -22 |
|  | 8.   | Rot-Schwarz Thun     | 14 | 21 | 3  | 5 | 13 | 37 | 62 | -25 |

Legenda:

      Campione di Svizzera e ammesso alla UEFA Women's Cup.
 Va al play-off con la terza qualificata della Lega Nazionale B. Relegata in Lega Nazionale B è in seguito riammessa.
Note:

Tre punti a vittoria, uno a pareggio, zero a sconfitta.

## Statistiche

### Classifica marcatrici
| Gol |  |  | Giocatore              | Squadra              |
| --- |  |  | ---------------------- | -------------------- |
| 18  |  |  | Veronica Maglia        | Berna                |
| 16  |  |  | Kristina Šundov        | Zuchwil 05           |
| 14  |  |  | Ana-Maria Crnogorčević | Rot-Schwarz Thun     |
| 14  |  |  | Maeva Sarrasin         | Yverdon              |
| 12  |  |  | Désirée Grundbacher    | United Schwerzenbach |
| 12  |  |  | Nadja Hegglin          | Root                 |
| 12  |  |  | Lara Keller            | Root                 |
| 9   |  |  | Audrey Riat            | Yverdon              |
| 8   |  |  | Annina Spahr           | Zuchwil              |
| 7   |  |  | Rahel Kiwic            | Zurigo Seebach       |
| 7   |  |  | Jehona Mehmeti         | Rot-Schwarz Thun     |
| 6   |  |  | Irina Grütter          | LUwin.ch             |
| 6   |  |  | Angela Stocker         | LUwin.ch             |
| 6   |  |  | Natalie Maurer         | Root                 |

## Spareggio Lega Nazionale A - Lega Nazionale B
|                  | Risultati |                  |
| ---------------- | --------- | ---------------- |
| Rot-Schwarz Thun | 2 - 1     | Schlieren        |
| Schlieren        | 4 - 0     | Rot-Schwarz Thun |
|                  |           |                  |

Verdetti
- Rot-Schwarz Thun Relegato in Lega Nazionale B
- Schlieren Promosso in Lega Nazionale A.